# Namysłów (gemeente)
De gemeente Namysłów is een stad- en landgemeente in het Poolse woiwodschap Opole, in powiat Namysłowski.
De zetel van de gemeente is in Namysłów.
Op 30 juni 2004 telde de gemeente 26 336 inwoners.

## Oppervlakte gegevens
In 2002 bedroeg de totale oppervlakte van gemeente Namysłów 289,95 km², waarvan:
- agrarisch gebied: 66%
- bossen: 26%

De gemeente beslaat 38,78% van de totale oppervlakte van de powiat.

## Demografie
Stand op 30 juni 2004:
| Omschrijving                   | Totaal | Totaal | Vrouwen | Vrouwen | Mannen | Mannen |
| ------------------------------ | ------ | ------ | ------- | ------- | ------ | ------ |
| eenheid                        | aantal | %      | aantal  | %       | aantal | %      |
| inwoners                       | 26 336 | 100    | 13 482  | 51,2    | 12 854 | 48,8   |
| bevolkingsdichtheid (inw./km²) | 90,8   | 90,8   | 46,5    | 46,5    | 44,3   | 44,3   |

In 2002 bedroeg het gemiddelde inkomen per inwoner 1404,38 zł.

## Plaatsen
Baldwinowice, Barzyna, Borek, Brzezinka, Brzozowiec, Bukowa Śląska, Głuszyna, Grabówka, Igłowice, Jastrzębie, Kamienna, Kowalowice, Krasowice, Ligota Książęca, Łączany, Michalice, Mikowice, Minkowskie, Młynek, Niwki, Nowe Smarchowice, Nowy Folwark, Objazda, Pawłowice Namysłowskie, Piękna Studnia, Pod Jedlinką, Przeczów, Rychnów, Rychnów Dolny, Smarchowice Śląskie, Smarchowice Wielkie, Smogorzów, Woskowice Małe, Ziemiełowice, Żaba, Żabiak.

## Aangrenzende gemeenten
Bierutów, Domaszowice, Dziadowa Kłoda, Jelcz-Laskowice, Lubsza, Perzów, Rychtal, Świerczów, Wilków